# Чхунчхон (город)
Чхунчхо́н (кор. 춘천시?, 春川市?, Chuncheon-si) — столица провинции Канвондо, Южная Корея. Город расположен на северо-востоке страны в бассейне рек Соянган и Ханган.

## История
В средние века на месте современного Чхунчхона находился город Усуджу, упоминание об этом относится к 637 году. В 757 году, после административной реформы, Усуджу был переименован в Суякчу, а позже — в Кванхэджу. В 940 году здесь город стал называться Чхунджу. Современное название было получено Чхунчхоном во время династии Чосон, в 1413 году. Тогда же Чхунчхон получил административный статус кун (уезд). В 1896 году сюда была перенесена столица провинции Канвондо. В 1949 году из состава уезда Чхунчхон был выделен город Чхунчхон. Город и уезд были объединены в 1994 году, тогда же возник современный город Чхунчхон.

## География
Город расположен в центральной части Корейского полуострова, в среднем течении реки Пуханган, которая, сливаясь с Соянган образует реку Синёнган. Долина, в которой расположен Чхунчхон, окружена небольшими горами высотой 650—890 м, включая горы Йонхвасан на севере, Хвахаксан на западе, Тэрёнсан на востоке и Кымбёнсан на юге. На территории города расположено множество озёр. Климат Чхунчхона более континентальный, чем климат большей части провинции Канвондо. Среднегодовая температура 10 °C, среднегодовое количество осадков 1250 мм. Большая часть осадков выпадает в летний период дождей.

## Административное деление
Чхунчхон административно делится на 1 ып, 9 мён и 15 тон (дон):
| Название     | Хангыль  | Площадь, км² | Население, чел | Внутреннее деление |
| ------------ | -------- | ------------ | -------------- | ------------------ |
| Синбугып     | 신북읍   | 57,23        | 7 860          | 7 ри               |
| Наммён       | 남면     | 73,2         | 1 173          | 7 ри               |
| Намсанмён    | 남산면   | 124,11       | 4 126          | 10 ри              |
| Пуксанмён    | 북산면   | 214,98       | 875            | 10 ри              |
| Сабукмён     | 사북면   | 152,57       | 2 609          | 10 ри              |
| Синдомён     | 신동면   | 48,19        | 2 691          | 5 ри               |
| Сомён        | 서면     | 141,64       | 4 186          | 10 ри              |
| Тонмён       | 동면     | 134,2        | 5 378          | 10 ри              |
| Тоннэмён     | 동내면   | 36,62        | 10 017         | 5 ри               |
| Тонсанмён    | 동산면   | 80,81        | 1 785          | 4 ри               |
| Каннамдон    | 강남동   | 14,67        | 15 178         |                    |
| Кёдон        | 교동     | 0,50         | 4 271          |                    |
| Кынхвадон    | 근화동   | 9,60         | 6 476          |                    |
| Синсаудон    | 신사우동 | 1,68         | 16 507         |                    |
| Соксадон     | 석사동   | 4,08         | 41 511         |                    |
| Сояндон      | 소양동   | 1,2          | 8 490          |                    |
| Тхвегедон    | 퇴계동   | 4,11         | 36 910         |                    |
| Упхён-идон   | 후평2동  | 0,67         | 11 639         | Входит в Упхёндон  |
| Упхён-ильдон | 후평1동  | 1,86         | 14 895         | Входит в Упхёндон  |
| Упхён-самдон | 후평3동  | 1,21         | 24 248         | Входит в Упхёндон  |
| Хёджа-идон   | 효자2동  | 1,16         | 14 394         | Входит в Хёджадон  |
| Хёджа-ильдон | 효자1동  | 0,65         | 5 147          | Входит в Хёджадон  |
| Хёджа-самдон | 효자3동  | 0,85         | 5 734          | Входит в Хёджадон  |
| Чоундон      | 조운동   | 0,32         | 4 025          |                    |
| Яксамёндон   | 약사명동 | 0,52         | 5 491          |                    |

## Экономика
Чхунчхон — один из центров биохимической промышленности страны. Здесь находится Чхунчхонский биотехнологический промышленный центр. Кроме того, развито сельское хозяйство, преимущественно выращивание риса и сои. C 1960-х в городе успешно развивается лёгкая промышленность.
На реке Соянган расположена крупная гидроэлектростанция. Плотина этой ГЭС является одной из крупнейших гравитационных плотин в Восточной Азии.
Еще здесь родился Сон Хын Мин.

## Высшее образование
В городе есть два университета: Канвонский национальный университет и Университет Халлим.

## Туризм и достопримечательности
В Чхунчхоне расположено несколько памятников древней корейской истории, среди которых: семиэтажная пагода периода Корё под названием Чхунчхон Чхильчхын Соктап, буддистская реликвия X века, представляющая собой каменные ворота Чхунчхон Гынхвадон Танган Чиджу, буддистский монастырь Чхонпхёнса.
Каждую весну проводится Чхунчхонский фестиваль мимов и весенний фестиваль искусств. Летом проводится Чхунчхонский фестиваль кукол, фестиваль корейской кухни Маккуксу и Чхунчхонский международный анимационный фестиваль. Каждую осень проводится Чхунчхонский марафон. Зимой организуются фестивали снежных и ледяных скульптур.

## Символы
Как и большинство городов и уездов Южной Кореи, Чхунчхон имеет ряд символов:
- Цветок: форзиция — символизирует чистоту и честность жизненных устоев.
- Дерево: гингко — символизирует способность приспосабливаться и противостоять невзгодам.
- Птица: сойка — символизирует простую и красивую жизнь.
- Животное: тигр — символизирует силу и прогресс.
- Маскоты: капелька Хобани и русалка из реки Соянган. Хобани символизирует чистую природу города, а русалка олицетворяет простоту и честность.

## Города-побратимы
Города-побратимы Чхунчхона:
- Хигаситикума[англ.] (префектура Нагано), Япония — с 1984.
- Хофу (префектура Ямагути), Япония — с 1991.
- Анахайм (штат Калифорния), США — с 1998.
- Далянь (провинция Ляонин), Китай — с 1998.
- Какамигахара (префектура Гифу), Япония — с 2003. В марте 2005 году Чхунчхон разорвал соглашении об установлении побратимских отношений с Какамигахарой. Причиной послужило подписание указа о праздновании «Дня Такэсимы» администрацией префектуры Симане (Такэсима (острова Лианкур) являются спорной территорией между Южной Кореей и Японией)[5].